# アンモニアボラン
アンモニアボラン(ammonia borane)またはボラザン(borazane)は、化学式がH3NBH3で表される無機化合物である。無色の固体で、単純なホウ素-窒素-水素化合物であり、水素燃料の原料として注目されている。

## 合成
水素化ホウ素ナトリウムと塩化アンモニウムを反応させて合成できる。
{\displaystyle {\mbox{NaBH}}_{4}+{\mbox{NH}}_{4}{\mbox{Cl}}{\xrightarrow[{\mbox{r.t.}}]{\mbox{diethyl ether}}}{\mbox{NH}}_{3}{\mbox{BH}}_{3}+{\mbox{NaCl}}+{\mbox{H}}_{2}}
ジエチルエーテル・ボランとアンモニアを-78°C (195 K) で反応させると最大収量70%で得られる。
{\displaystyle {\mbox{BH}}_{3}\cdot {\mbox{OEt}}_{2}+{\mbox{NH}}_{3}{\xrightarrow[{\mbox{195K}}]{\mbox{diethyl ether}}}{\mbox{NH}}_{3}{\mbox{BH}}_{3}}

## 性質
アンモニアボランはエタンの分子構造を採用している。B-N間の距離は1.58(2) Åである。B-H間とN-H間の距離はそれぞれ1.15 と 0.96 Åである。
エタンが常温で気体であるのに対し、アンモニアボランは固体であるため性質の類似性は希薄である。アンモニアボランの高融点はその高極性と一致している。ホウ素に結合する水素は塩基性であり、窒素に結合する水素はやや酸性である。
結晶構造はNHとBH中心の近接な結合を示している。最初の結晶学的解析ではBとNの位置が逆転していたが、中性子回折法によりデータが更新され、水素原子の位置がより正確に配置された。

## 用途
燃料電池車に使われる水素の保存媒体として提案されている。熱すると水素が発生し容易に(NH2BH2)nまたは(NHBH)nに重合する。アンモニアボランは液化水素よりも高濃度の水素を含んでおり、常温常圧でも安定である。
空気中で不安定なジボランの代替の誘導体として有機合成の場でも使用される。